# Horst Hacke
Horst Hacke (* 24. Mai 1949 in Mieste) ist ein deutscher Politiker (CDU). Er war von 1998 bis 2006 Mitglied im Landtag von Sachsen-Anhalt.

## Ausbildung und Leben
Horst Hacke studierte nach dem Abitur 1970 Maschinenbau und legte 1976 den Hochschulabschluss als Dipl.-Ingenieur  ab. 1976 bis 1977 war er Bereichsleiter im VEB Polytherm Gardelegen und 1977 bis 1990 Produktionsleiter im VEB Holzverarbeitung Mieste, 1990 bis 1996 arbeitete er als Geschäftsführer der Holzverarbeitung, Bauelemente und Montage GmbH Mieste und seit 1997 als selbstständiger Finanzwirt. 
Horst Hacke, der evangelischer Konfession ist, ist verheiratet und hat ein Kind.

## Politik
Horst Hacke ist seit 1990 Mitglied der CDU. In seiner Partei ist er seit 1990 Mitglied des Kreisvorstands der CDU Gardelegen, seit 1994 stellvertretender Kreisvorsitzender der CDU, 1998 bis 2000 stellvertretender Kreisvorsitzender der CDU im Altmarkkreis Salzwedel. Seit 1994 amtierte er als Fraktionsvorsitzender der CDU-Kreistagsfraktion, 1990 bis 1994 war er Bürgermeister der Gemeinde Mieste.
Er wurde bei der Landtagswahl in Sachsen-Anhalt 1998 über die Landesliste und bei der  Landtagswahl in Sachsen-Anhalt 2002 im Landtagswahlkreis Gardelegen-Klötze (WK 2) direkt in den Landtag gewählt. Im Landtag war er Mitglied des Ältestenrates und Vorsitzender des Ausschusses für Umwelt.